# Miguel Herrera
Miguel Ernesto Herrera Aguirre, também conhecido apenas como Miguel Herrera (Cuautepec, 18 de março de 1968), é um treinador e ex-futebolista mexicano que atuava como lateral.
Como jogador atuou no Atlante, Santos Laguna, Querétaro e Toros Neza.
Como treinador comandou o Estudiantes Tecos, Atlante e América. Entre 2013 e 2015 foi treinador da Seleção Mexicana de Futebol na Copa do Mundo FIFA de 2014, Copa América de 2015 e na Copa Ouro da CONCACAF de 2015, em que a equipe sagrou-se campeã. 
Logo após esta conquista, no entanto, foi demitido do cargo ao agredir um jornalista que criticava seu trabalho.

## Títulos

### Jogador
Atlante
- Primera División: 1992-93

### Treinador
América
- Liga MX: Clausura 2013

México
- Copa Ouro da CONCACAF: 2015